# Tilhouse
Tilhouse [tijuz] est une commune française située dans l'est du département des Hautes-Pyrénées, en région Occitanie.
Sur le plan historique et culturel, la commune est dans la région des Baronnies, dont le nom est issu d’une légende selon laquelle quatre seigneurs du Moyen Âge avaient pour habitude de festoyer ensemble aux sources de l’Arros, chacun d’eux gardant un pied sur sa terre et l’autre sur celle du voisin. Exposée à un climat océanique altéré, elle est drainée par l'Arros, l'Avezaguet, le ruisseau Lahitte, le ruisseau Tilhouse et par divers autres petits cours d'eau. La commune possède un patrimoine naturel remarquable composé de deux zones naturelles d'intérêt écologique, faunistique et floristique.
Tilhouse est une commune rurale qui compte 225 habitants en 2022, après avoir connu un pic de population de 480 habitants en 1836. Elle fait partie de l'aire d'attraction de Lannemezan. Ses habitants sont appelés les Tilhousais ou  Tilhousaises.

## Géographie

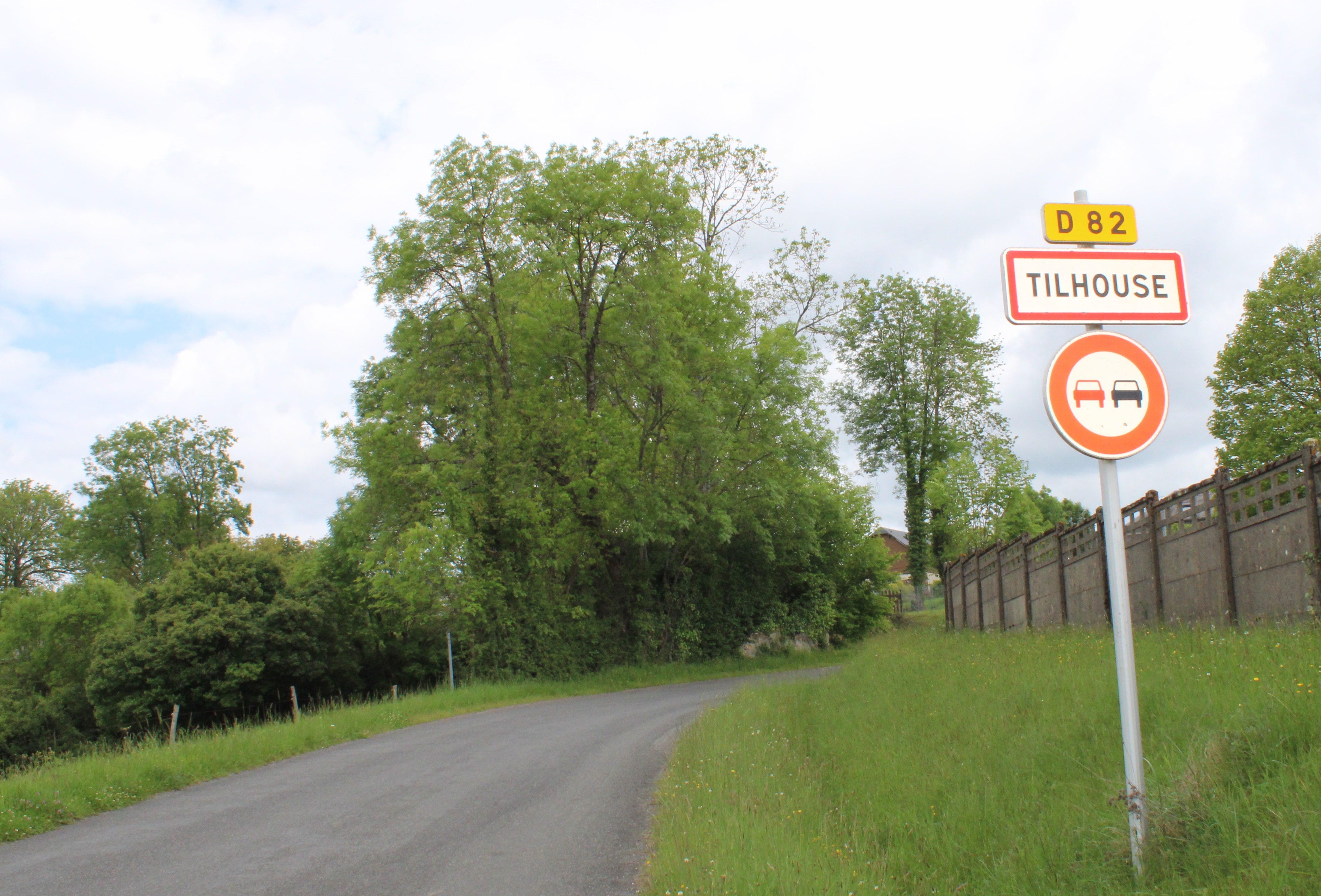
Entrée du village.

### Localisation
La commune de Tilhouse se trouve dans le département des Hautes-Pyrénées, en région Occitanie.
Elle se situe à 25 km à vol d'oiseau de Tarbes, préfecture du département, à 13 km de Bagnères-de-Bigorre, sous-préfecture, et à 12 km de Tournay, bureau centralisateur du canton de la Vallée de l'Arros et des Baïses dont dépend la commune depuis 2015 pour les élections départementales.
La commune fait en outre partie du bassin de vie de Lannemezan.
Les communes les plus proches sont : 
Molère (1,5 km), Capvern (1,7 km), Benqué (2,3 km), Sarlabous (2,9 km), Batsère (3,2 km), Espèche (3,3 km), Avezac-Prat-Lahitte (3,3 km), Bonnemazon (3,6 km).
Sur le plan historique et culturel, Tilhouse fait partie de la région des Baronnies, dont le nom est issu d’une légende selon laquelle quatre seigneurs du Moyen Âge (les barrons d’Esparros et de Lomné, le vicomte d’Asté et le sire d’Uzer) avaient pour habitude de festoyer ensemble aux sources de l’Arros, chacun d’eux gardant un pied sur sa terre et l’autre sur celle du voisin.
| Benqué-Molère |                     | Capvern |
| Sarlabous     | Tilhouse            |         |
|               | Avezac-Prat-Lahitte |         |

### Hydrographie

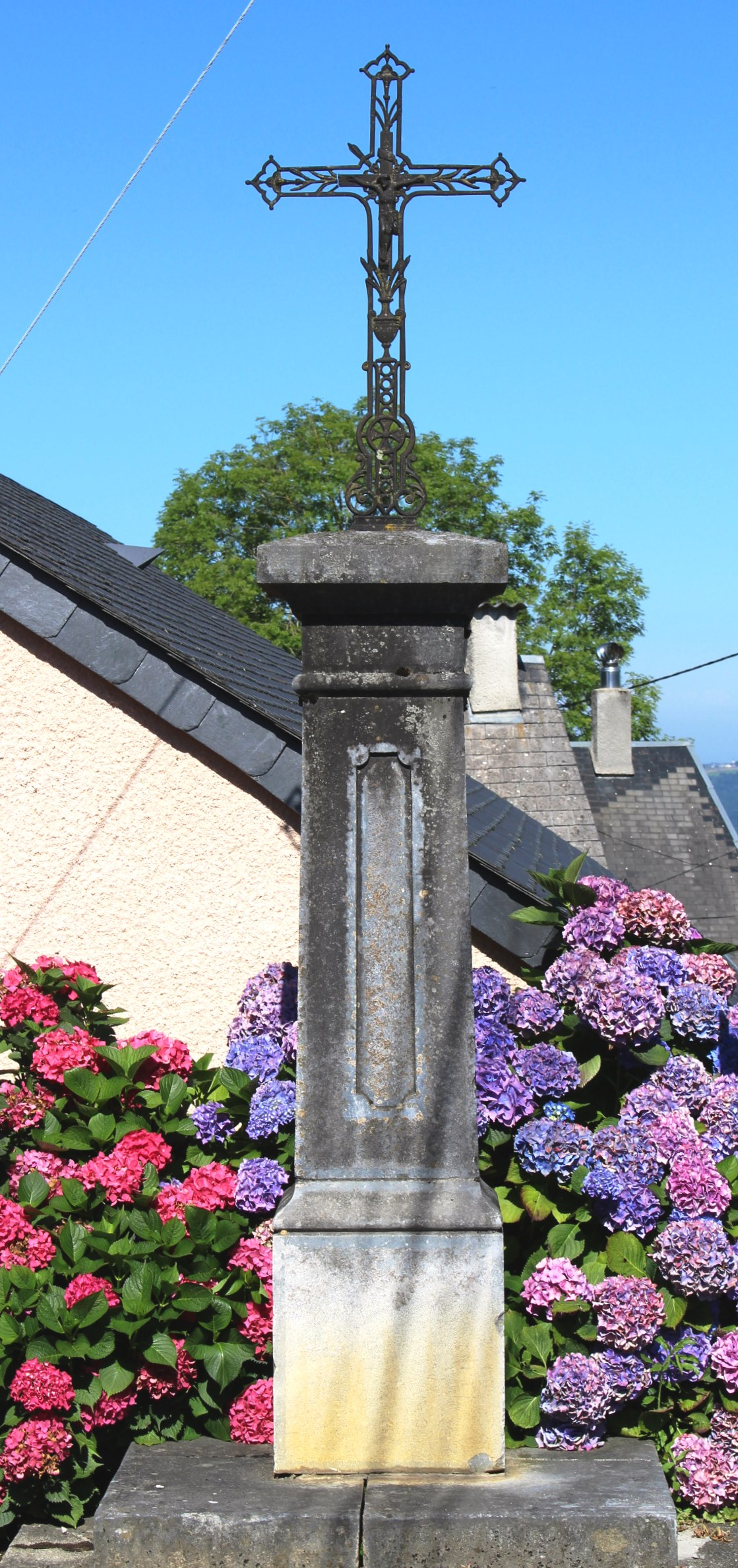
Une croix.

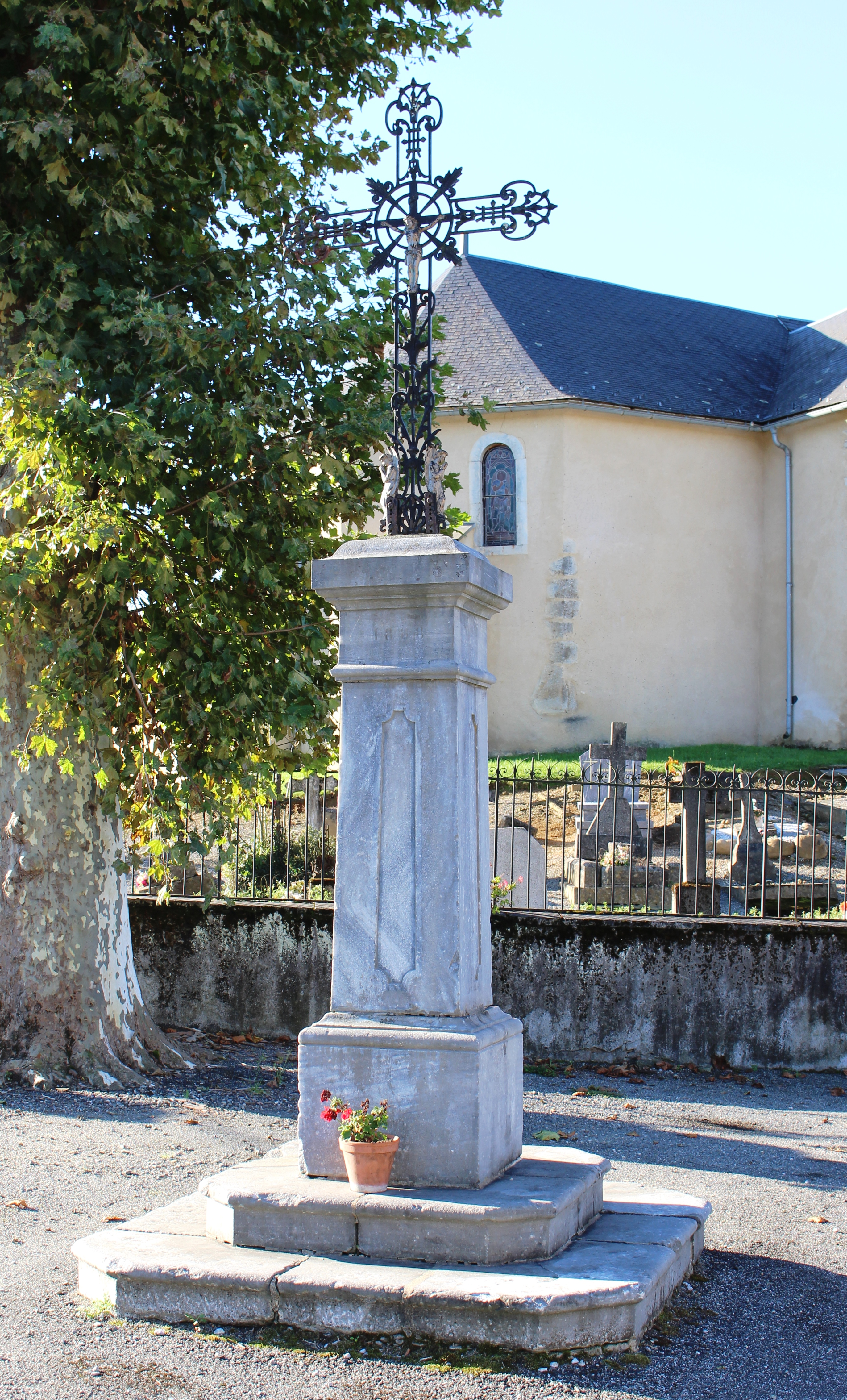
Une Croix.

La rivière de l'Arros, affluent droit de l'Adour, traverse la commune du sud au nord et forme la limite ouest avec la commune de Sarlabous.

L'Avezaguet, affluent droit de l'Arros, traverse le territoire de la commune d'est en ouest et forme la limite sud avec la commune d'Avezac-Prat-Lahitte.

Les ruisseaux de Goute de la Peyre et de Bazor (de moindre importance) traversent la commune d'ouest en est et se jettent dans l'Avezaguet en partie est du territoire.

Le ruisseau de Tilhouse traverse la commune d'ouest en est et se jette dans l'Arros ; il forme la limite nord avec les communes de Capvern, Molère et Benqué.

### Climat
Le climat qui caractérise la commune est qualifié, en 2010, de « climat océanique altéré », selon la typologie des climats de la France qui compte alors huit grands types de climats en métropole. En 2020, la commune ressort du même type de climat dans la classification établie par Météo-France, qui ne compte désormais, en première approche, que cinq grands types de climats en métropole. Il s’agit d’une zone de transition entre le climat océanique et les climats de montagne et le climat semi-continental. Les écarts de température entre hiver et été augmentent avec l'éloignement de la mer. La pluviométrie est plus faible qu'en bord de mer, sauf aux abords des reliefs.
Les paramètres climatiques qui ont permis d’établir la typologie de 2010 comportent six variables pour les températures et huit pour les précipitations, dont les valeurs correspondent à la normale 1971-2000. Les sept principales variables caractérisant la commune sont présentées dans l'encadré ci-après.
| Paramètres climatiques communaux sur la période 1971-2000 - Moyenne annuelle de température : 11,7 °C - Nombre de jours avec une température inférieure à −5 °C : 4,2 j - Nombre de jours avec une température supérieure à 30 °C : 4,7 j - Amplitude thermique annuelle : 14,3 °C - Cumuls annuels de précipitation : 1 069 mm - Nombre de jours de précipitation en janvier : 9,9 j - Nombre de jours de précipitation en juillet : 8 j |

Avec le changement climatique, ces variables ont évolué. Une étude réalisée en 2014 par la Direction générale de l'Énergie et du Climat complétée par des études régionales prévoit en effet que la  température moyenne devrait croître et la pluviométrie moyenne baisser, avec toutefois de fortes variations régionales. Ces changements peuvent être constatés sur la station météorologique de Météo-France la plus proche, « Lannemezan », sur la commune de Lannemezan, mise en service en 1970 et qui se trouve à 7 km à vol d'oiseau,, où la température moyenne annuelle est de 11,5 °C et la hauteur de précipitations de 1 159,3 mm pour la période 1981-2010.
Sur la station météorologique historique la plus proche, « Tarbes-Lourdes-Pyrénées », sur la commune d'Ossun, mise en service en 1946 et à 29 km, la température moyenne annuelle évolue de 12,2 °C pour la période 1971-2000, à 12,6 °C pour 1981-2010, puis à 12,9 °C pour 1991-2020.

### Milieux naturels et biodiversité
L’inventaire des zones naturelles d'intérêt écologique, faunistique et floristique (ZNIEFF) a pour objectif de réaliser une couverture des zones les plus intéressantes sur le plan écologique, essentiellement dans la perspective d’améliorer la connaissance du patrimoine naturel national et de fournir aux différents décideurs un outil d’aide à la prise en compte de l’environnement dans l’aménagement du territoire.
Une ZNIEFF de type 1 est recensée sur la commune :
le « réseau hydrographique des Baronnies » (390 ha), couvrant 35 communes du département et une ZNIEFF de type 2, : 
les « Baronnies » (20 367 ha), couvrant 43 communes du département.

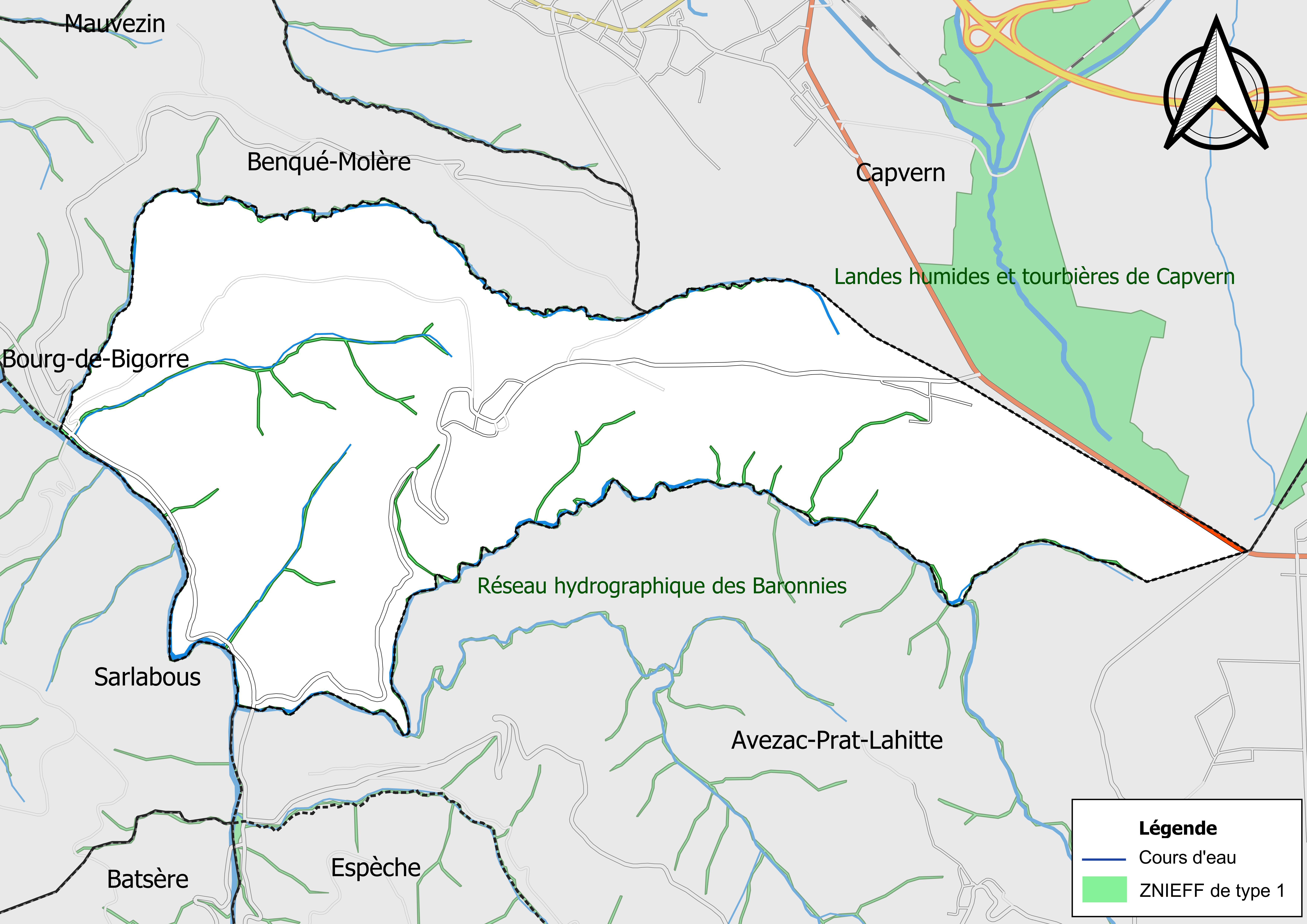
Carte de la ZNIEFF de type 1 sur la commune.
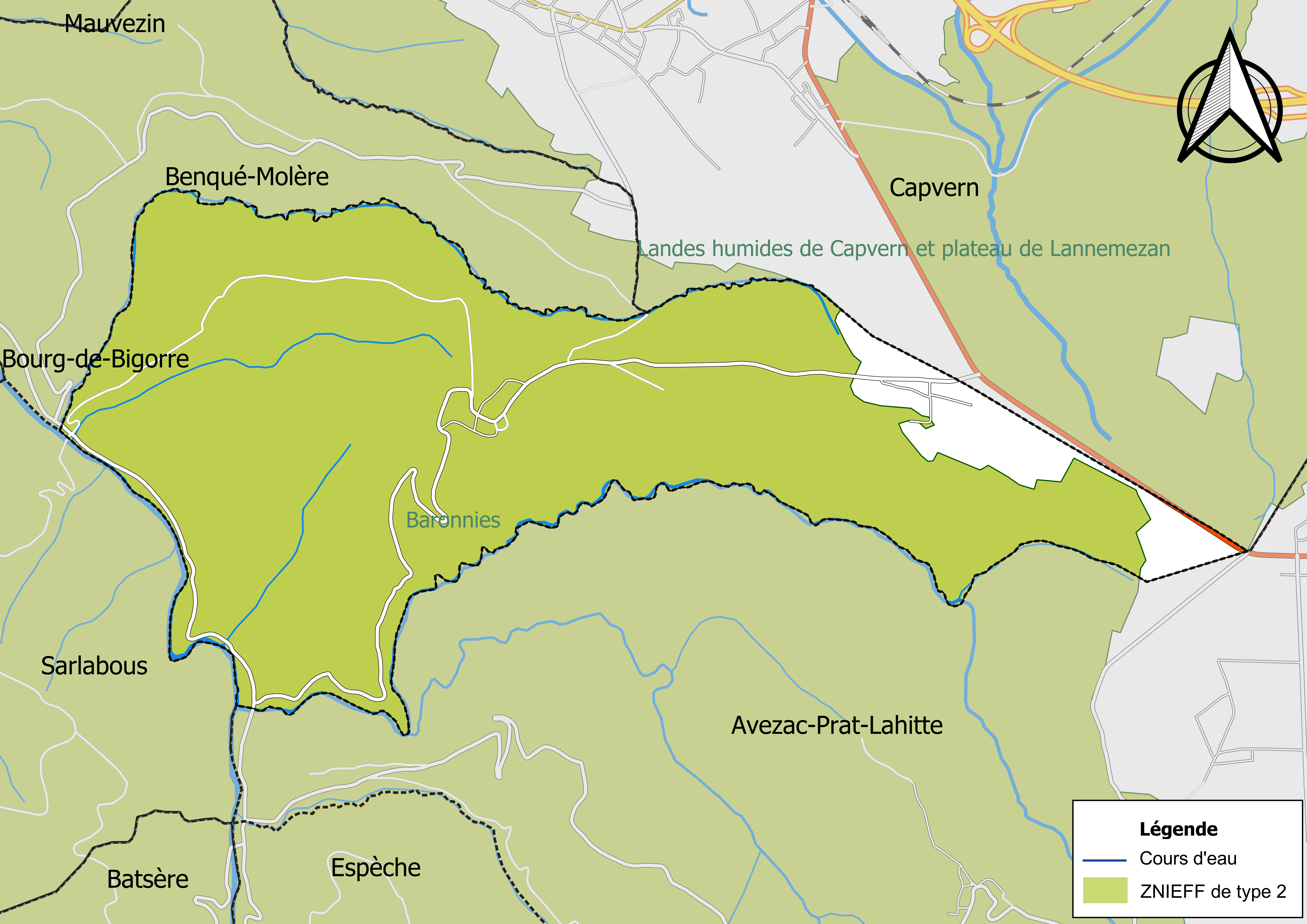
Carte de la ZNIEFF de type 2 sur la commune.

## Urbanisme

### Typologie
Au 1er janvier 2024, Tilhouse est catégorisée commune rurale à habitat dispersé, selon la nouvelle grille communale de densité à sept niveaux définie par l'Insee en 2022.
Elle est située hors unité urbaine. Par ailleurs la commune fait partie de l'aire d'attraction de Lannemezan, dont elle est une commune de la couronne,. Cette aire, qui regroupe 65 communes, est catégorisée dans les aires de moins de 50 000 habitants,.

### Occupation des sols
L'occupation des sols de la commune, telle qu'elle ressort de la base de données européenne d’occupation biophysique des sols Corine Land Cover (CLC), est marquée par l'importance des forêts et milieux semi-naturels (58,5 % en 2018), une proportion sensiblement équivalente à celle de 1990 (58,6 %). La répartition détaillée en 2018 est la suivante : 
forêts (58,5 %), prairies (29,2 %), zones agricoles hétérogènes (12,3 %).
L'IGN met par ailleurs à disposition un outil en ligne permettant de comparer l’évolution dans le temps de l’occupation des sols de la commune (ou de territoires à des échelles différentes). Plusieurs époques sont accessibles sous forme de cartes ou photos aériennes : la carte de Cassini (XVIIIe siècle), la carte d'état-major (1820-1866) et la période actuelle (1950 à aujourd'hui).

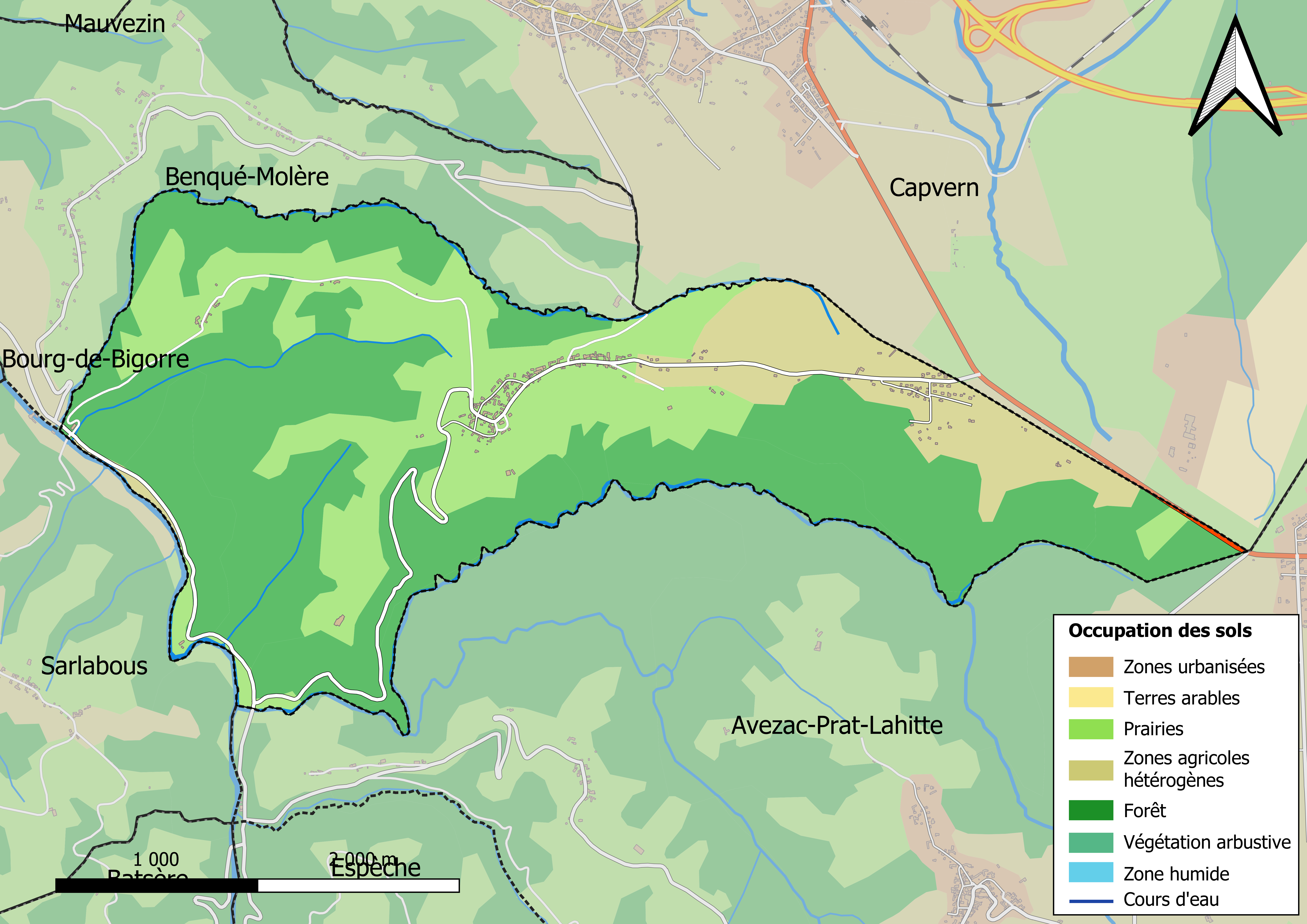
Carte des infrastructures et de l'occupation des sols en 2018 (CLC) de la commune.
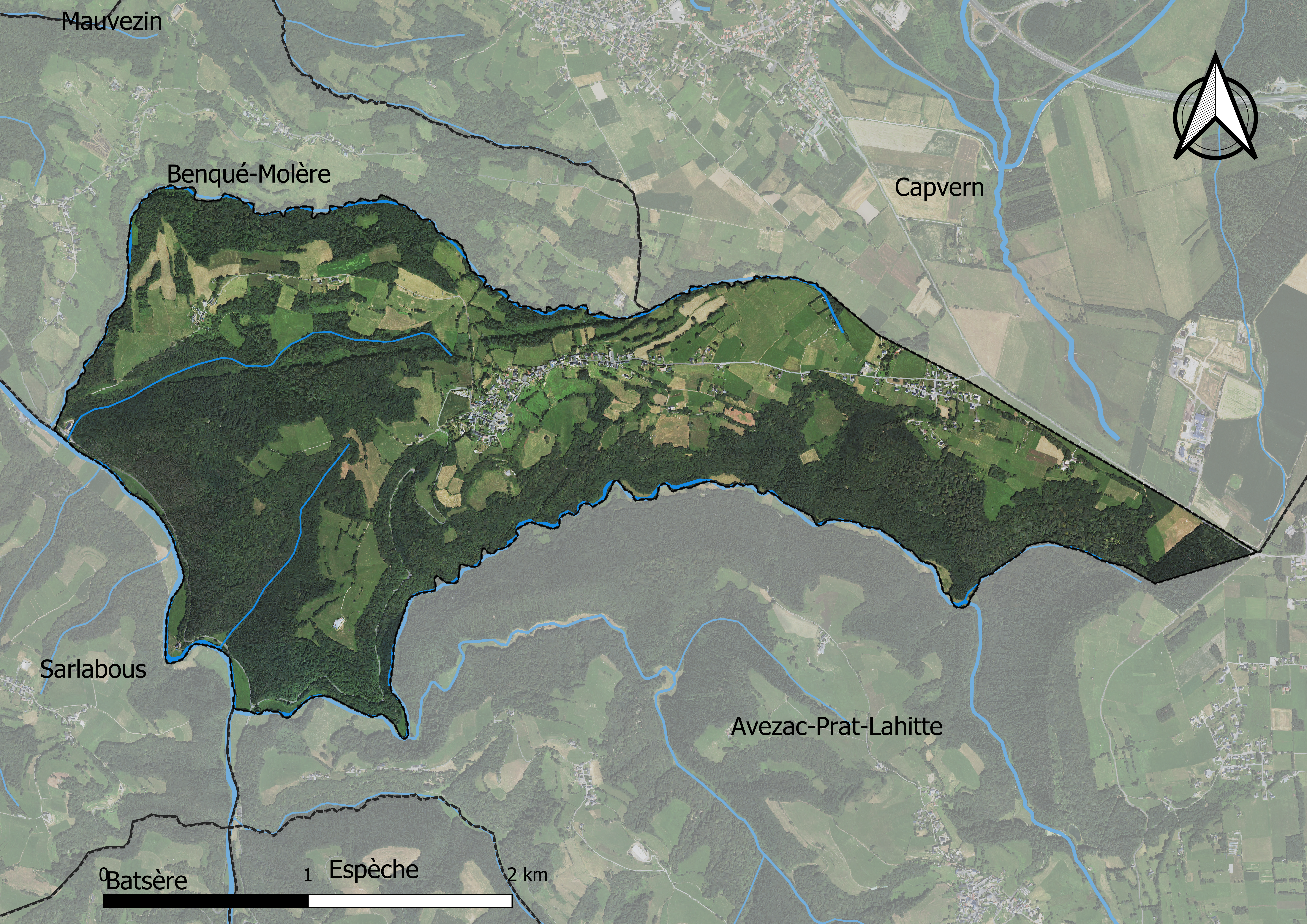
Carte orthophotogrammétrique de la commune.

### Logement
En 2012, le nombre total de logements dans la commune est de 135.

Parmi ces logements, 69,2 % sont des résidences principales, 26,1 % des résidences secondaires et 4,6 % des logements vacants.

### Voies de communication et transports
Cette commune est desservie par les routes départementales D 14 et D 82.

### Risques majeurs
Le territoire de la commune de Tilhouse est vulnérable à différents aléas naturels : météorologiques (tempête, orage, neige, grand froid, canicule ou sécheresse), inondations, feux de forêts, mouvements de terrains et séisme (sismicité moyenne). Un site publié par le BRGM permet d'évaluer simplement et rapidement les risques d'un bien localisé soit par son adresse soit par le numéro de sa parcelle.
Certaines parties du territoire communal sont susceptibles d’être affectées par le risque d’inondation par débordement de cours d'eau, notamment l'Arros et l'Avezaguet. La cartographie des zones inondables en ex-Midi-Pyrénées réalisée dans le cadre du XIe Contrat de plan État-région, visant à informer les citoyens et les décideurs sur le risque d’inondation, est accessible sur le site de la DREAL Occitanie. La commune a été reconnue en état de catastrophe naturelle au titre des dommages causés par les inondations et coulées de boue survenues en 1982, 1999, 2004 et 2009,.
Tilhouse est exposée au risque de feu de forêt. Un plan départemental de protection des forêts contre les incendies a été approuvé par arrêté préfectoral le 21 avril 2020 pour la période 2020-2029. Le précédent couvrait la période 2007-2017. L’emploi du feu est régi par deux types de réglementations. D’abord le code forestier et l’arrêté préfectoral du 27 octobre 2014, qui réglementent l’emploi du feu à moins de 200 m des espaces naturels combustibles sur l’ensemble du département. Ensuite celle établie dans le cadre de la lutte contre la pollution de l’air, qui interdit le brûlage des déchets verts des particuliers. L’écobuage est quant à lui réglementé dans le cadre de commissions locales d’écobuage (CLE)

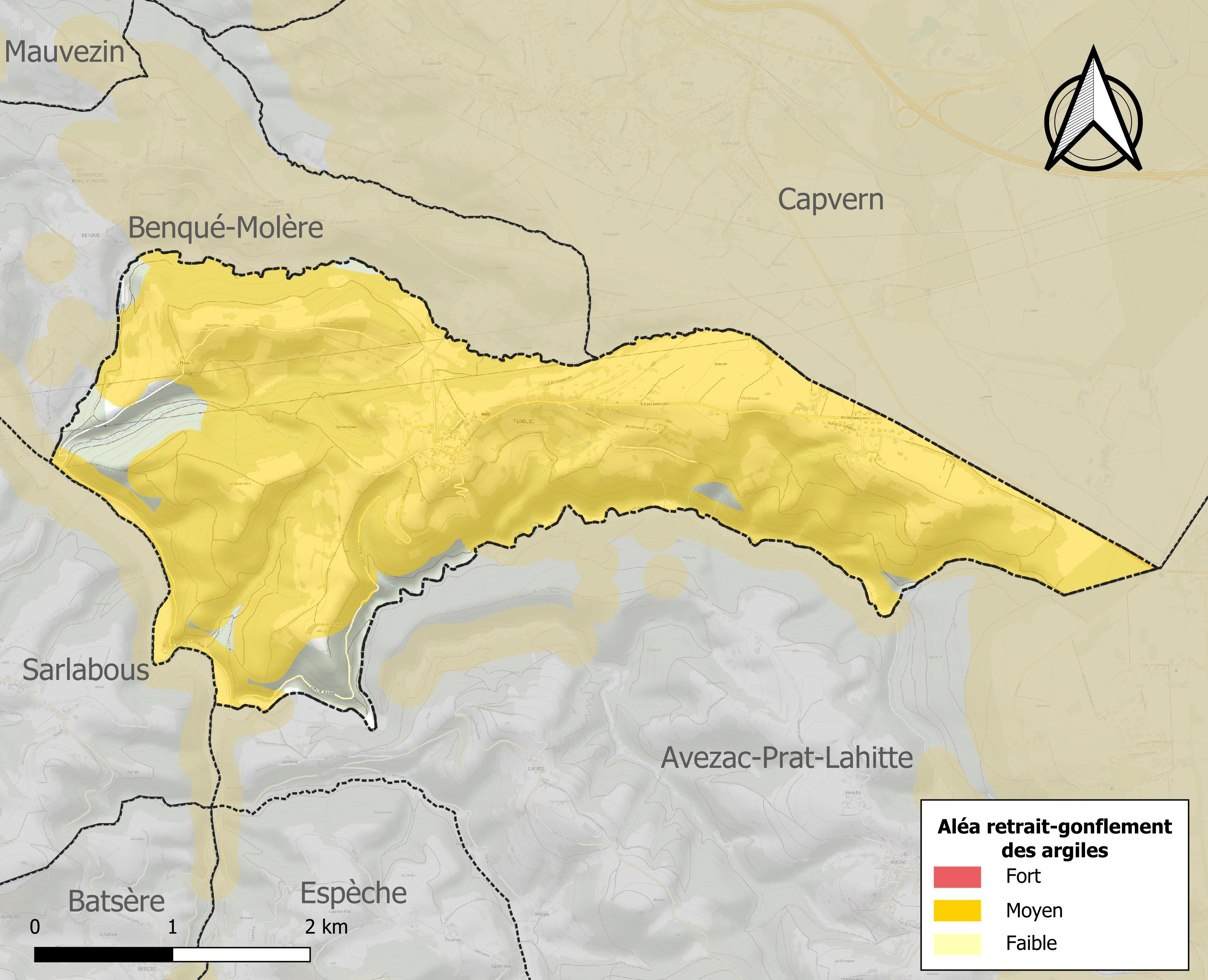
Carte des zones d'aléa retrait-gonflement des sols argileux de Tilhouse.

Les mouvements de terrains susceptibles de se produire sur la commune sont des tassements différentiels.
Le retrait-gonflement des sols argileux est susceptible d'engendrer des dommages importants aux bâtiments en cas d’alternance de périodes de sécheresse et de pluie. 91,5 % de la superficie communale est en aléa moyen ou fort (44,5 % au niveau départemental et 48,5 % au niveau national). Sur les 131 bâtiments dénombrés sur la commune en 2019, 131 sont en aléa moyen ou fort, soit 100 %, à comparer aux 75 % au niveau départemental et 54 % au niveau national. Une cartographie de l'exposition du territoire national au retrait gonflement des sols argileux est disponible sur le site du BRGM,.
Par ailleurs, afin de mieux appréhender le risque d’affaissement de terrain, l'inventaire national des cavités souterraines permet de localiser celles situées sur la commune.
Concernant les mouvements de terrains, la commune a été reconnue en état de catastrophe naturelle au titre des dommages causés par des mouvements de terrain en 1999.

## Toponymie

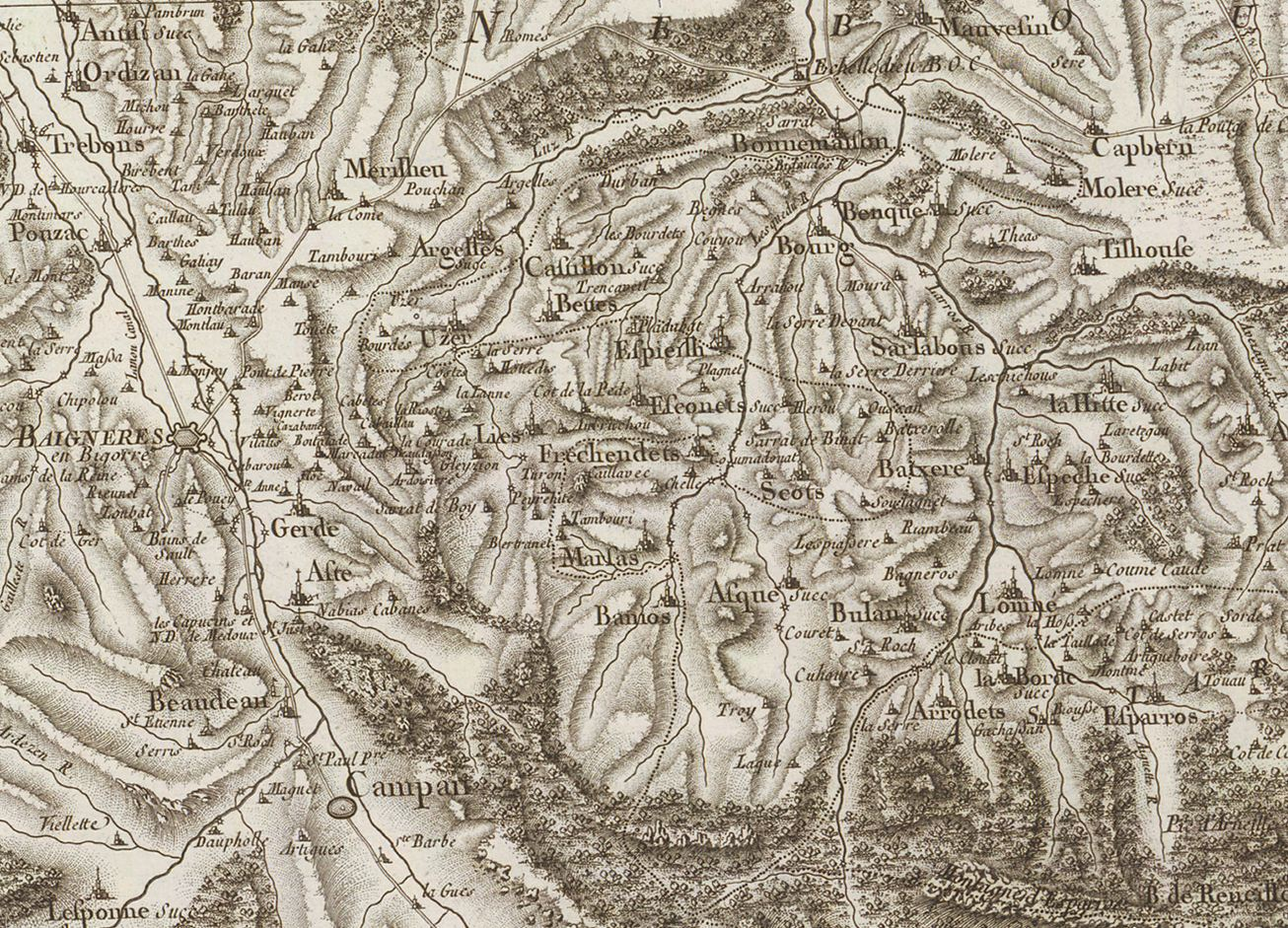
Extrait de la carte de Cassini (entre 1756 et 1789) situant Tilhouse.

On trouvera les principales informations dans le Dictionnaire toponymique des communes des Hautes-Pyrénées de Michel Grosclaude et Jean-François Le Nail qui rapporte les dénominations historiques du village :
Dénominations historiques :
- De Telhosa, De Tellosa (XIIe siècle, cartulaire de Bigorre) ;
- Telhosa (1256, contrat mariage Esquivat) ;
- de Thelhosa (1300, enquête Bigorre) ;
- de Tilhosa, De Telhosa, latin (1313, Debita regi Navarre) ;
- De Thillosa (1342, pouillé de Tarbes) ;
- Theilouse (1737, 1754, registres paroissiaux) ;
- Tilhouse (fin XVIIIe siècle, carte de Cassini).

Étymologie : de l’adjectif tilhosa (= où il y a des tilleuls, au féminin).
Nom occitan : Telhosa.

## Histoire

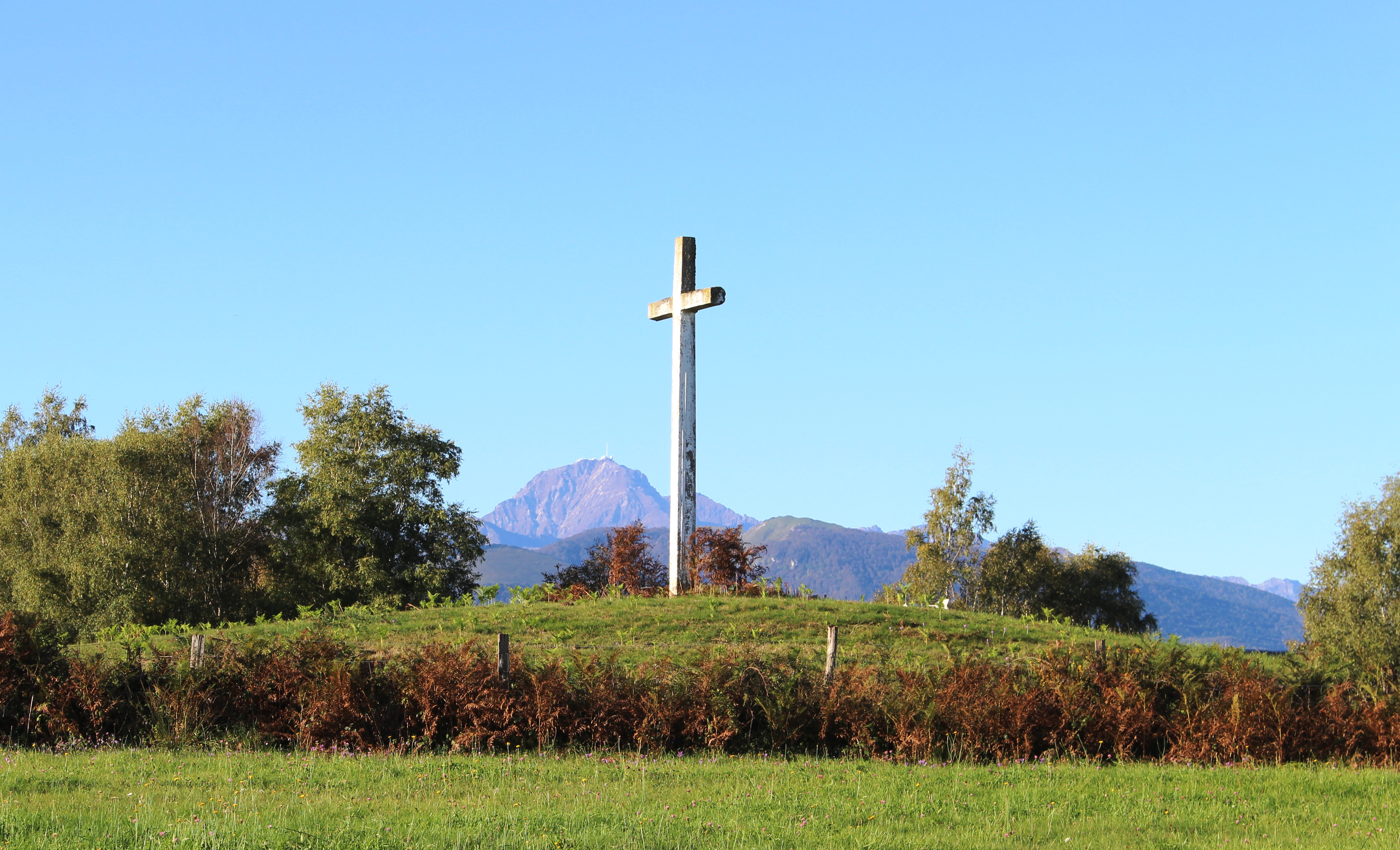
Le Tumulus de la Croix-La Botte.

Dans les Hautes-Pyrénées, seules trois communes furent décorées pour la résistance : Tarbes, Hèches et Tilhouse.
Citation
- À l'ordre du régiment (département des Hautes-Pyrénées).
Tilhouse
- « Tilhouse, petite commune rurale de 240 habitants, a apporté une aide généreuse aux FFI durant le mois de juin 1944.
- A été victime de furieuses représailles de la part des Allemands et a payé un lourd tribut à la cause de la Libération. »
- Cette citation comporte l'attribution de la Croix de guerre 1939-1945 avec étoile de bronze.

### Cadastre napoléonien de Tilhouse
Le plan cadastral napoléonien de Tilhouse est consultable sur le site des archives départementales des Hautes-Pyrénées.

## Politique et administration

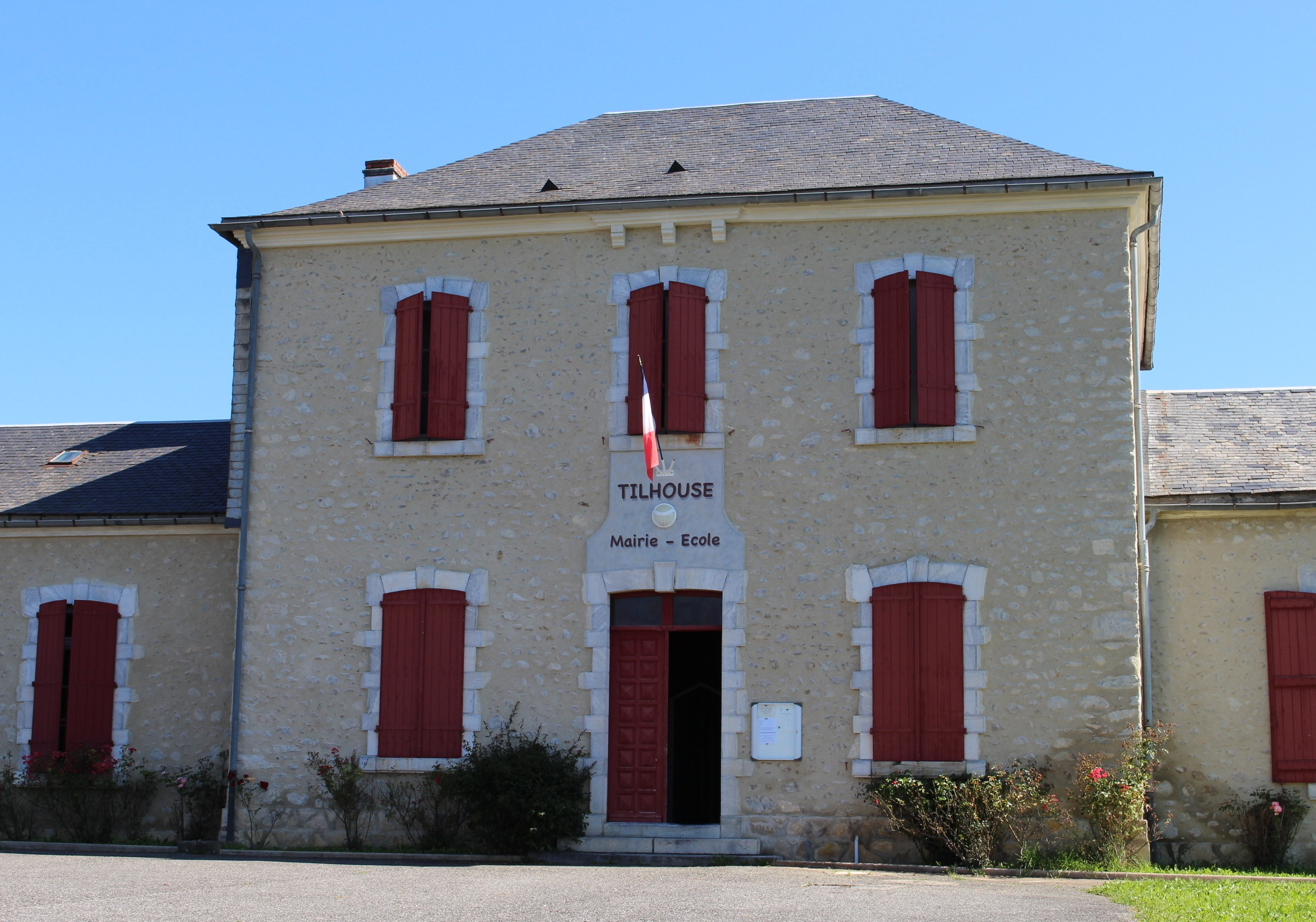
La mairie en 2014.

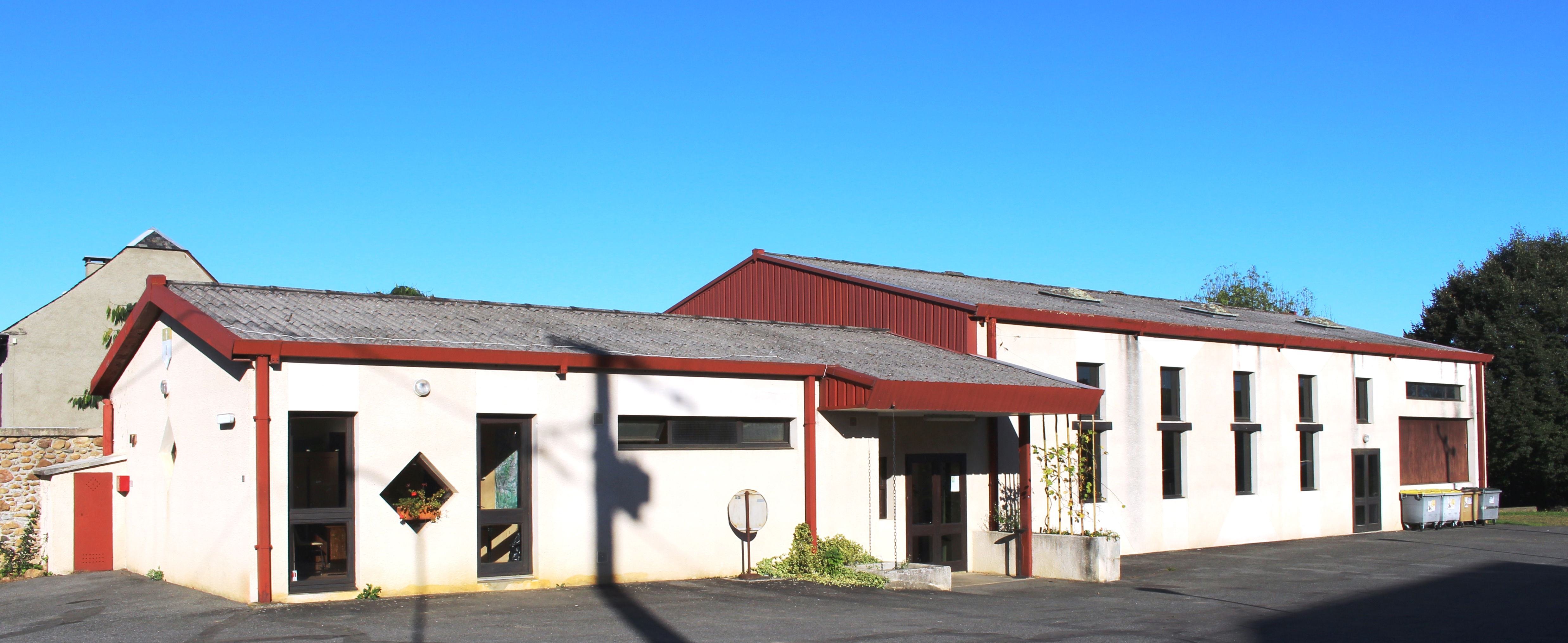
Le foyer rural en 2017.

### Liste des maires
| Période                                  | Période   | Identité       | Étiquette | Qualité                                                                |
| ---------------------------------------- | --------- | -------------- | --------- | ---------------------------------------------------------------------- |
| Les données manquantes sont à compléter. |           |                |           |                                                                        |
|                                          |           |                |           |                                                                        |
| ?                                        | ?         | Jean Serres    |           |                                                                        |
| mars 1995                                | mars 2001 | Raymond Abadie |           |                                                                        |
| mars 2001                                | En cours  | Joëlle Abadie  | DVG       | Conseillère départementale 1ere Vice-présidente du département (2021-) |

### Rattachements administratifs et électoraux

#### Historique administratif
Sénéchaussée de Toulouse, élection de Nébouzan, viguerie de Mauvezin, canton de Lannemezan (depuis 1790).

#### Intercommunalité
Tilhouse appartient à la communauté de communes du Plateau de Lannemezan Neste-Baronnies-Baïses créée en janvier 2017 et qui réunit 57 communes.

## Population et société

### Démographie

#### Évolution démographique
| 1793 | 1800 | 1806 | 1821 | 1831 | 1836 | 1841 | 1846 | 1851 |
| ---- | ---- | ---- | ---- | ---- | ---- | ---- | ---- | ---- |
| 340  | 302  | 399  | 429  | 465  | 480  | 474  | 474  | 456  |

| 1856 | 1861 | 1866 | 1872 | 1876 | 1881 | 1886 | 1891 | 1896 |
| ---- | ---- | ---- | ---- | ---- | ---- | ---- | ---- | ---- |
| 445  | 430  | 451  | 443  | 440  | 452  | 420  | 401  | 416  |

| 1901 | 1906 | 1911 | 1921 | 1926 | 1931 | 1936 | 1946 | 1954 |
| ---- | ---- | ---- | ---- | ---- | ---- | ---- | ---- | ---- |
| 409  | 411  | 370  | 338  | 317  | 288  | 283  | 240  | 211  |

| 1962 | 1968 | 1975 | 1982 | 1990 | 1999 | 2005 | 2006 | 2010 |
| ---- | ---- | ---- | ---- | ---- | ---- | ---- | ---- | ---- |
| 207  | 180  | 182  | 222  | 206  | 211  | 212  | 213  | 213  |

| 2015 | 2020 | 2022 | - | - | - | - | - | - |
| ---- | ---- | ---- | - | - | - | - | - | - |
| 220  | 230  | 225  | - | - | - | - | - | - |

### Enseignement
La commune dépend de l'académie de Toulouse. Elle ne dispose plus d'école en 2016.

## Économie

### Revenus
En 2018, la commune compte 106 ménages fiscaux, regroupant 221 personnes. La médiane du revenu disponible par unité de consommation est de 25 070 € (20 420 € dans le département).

### Emploi
|                | 2008  | 2013  | 2018  |
| -------------- | ----- | ----- | ----- |
| Commune        | 2,4 % | 7,6 % | 6,8 % |
| Département    | 7,7 % | 9,4 % | 9,8 % |
| France entière | 8,3 % | 10 %  | 10 %  |

En 2018, la population âgée de 15 à 64 ans s'élève à 115 personnes, parmi lesquelles on compte 77,1 % d'actifs (70,3 % ayant un emploi et 6,8 % de chômeurs) et 22,9 % d'inactifs,. Depuis 2008, le taux de chômage communal (au sens du recensement) des 15-64 ans est inférieur à celui de la France et du département.
La commune fait partie de la couronne de l'aire d'attraction de Lannemezan, du fait qu'au moins 15 % des actifs travaillent dans le pôle,. Elle compte 8 emplois en 2018, contre 14 en 2013 et 16 en 2008. Le nombre d'actifs ayant un emploi résidant dans la commune est de 82, soit un indicateur de concentration d'emploi de 9,6 % et un taux d'activité parmi les 15 ans ou plus de 44,9 %.
Sur ces 82 actifs de 15 ans ou plus ayant un emploi, 6 travaillent dans la commune, soit 7 % des habitants. Pour se rendre au travail, 94 % des habitants utilisent un véhicule personnel ou de fonction à quatre roues, 1,2 % s'y rendent en deux-roues, à vélo ou à pied et 4,8 % n'ont pas besoin de transport (travail au domicile).

## Culture locale et patrimoine

### Lieux et monuments
- Église de l'Assomption de Tilhouse.

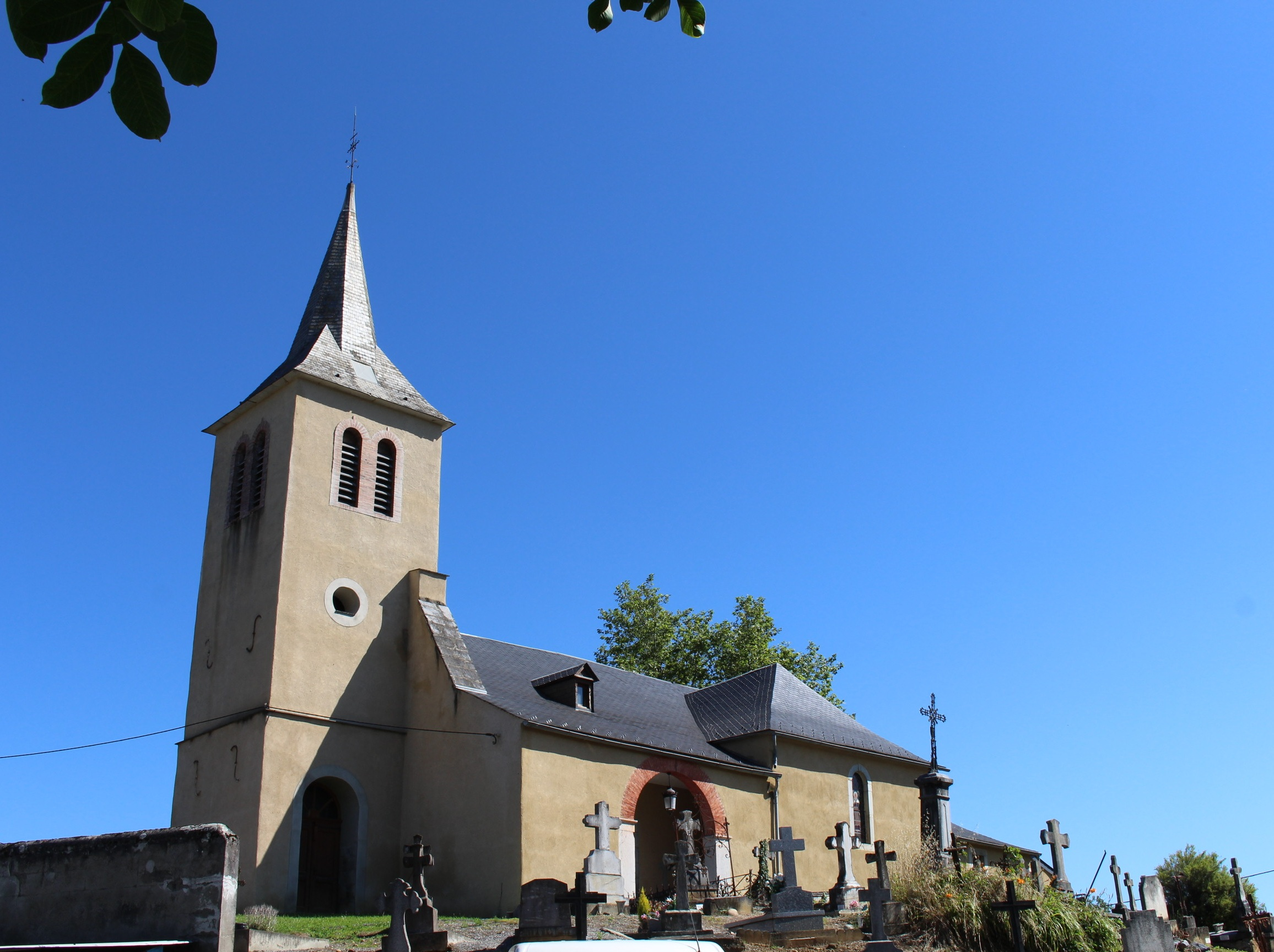
L'Église de l'Assomption en 2014.

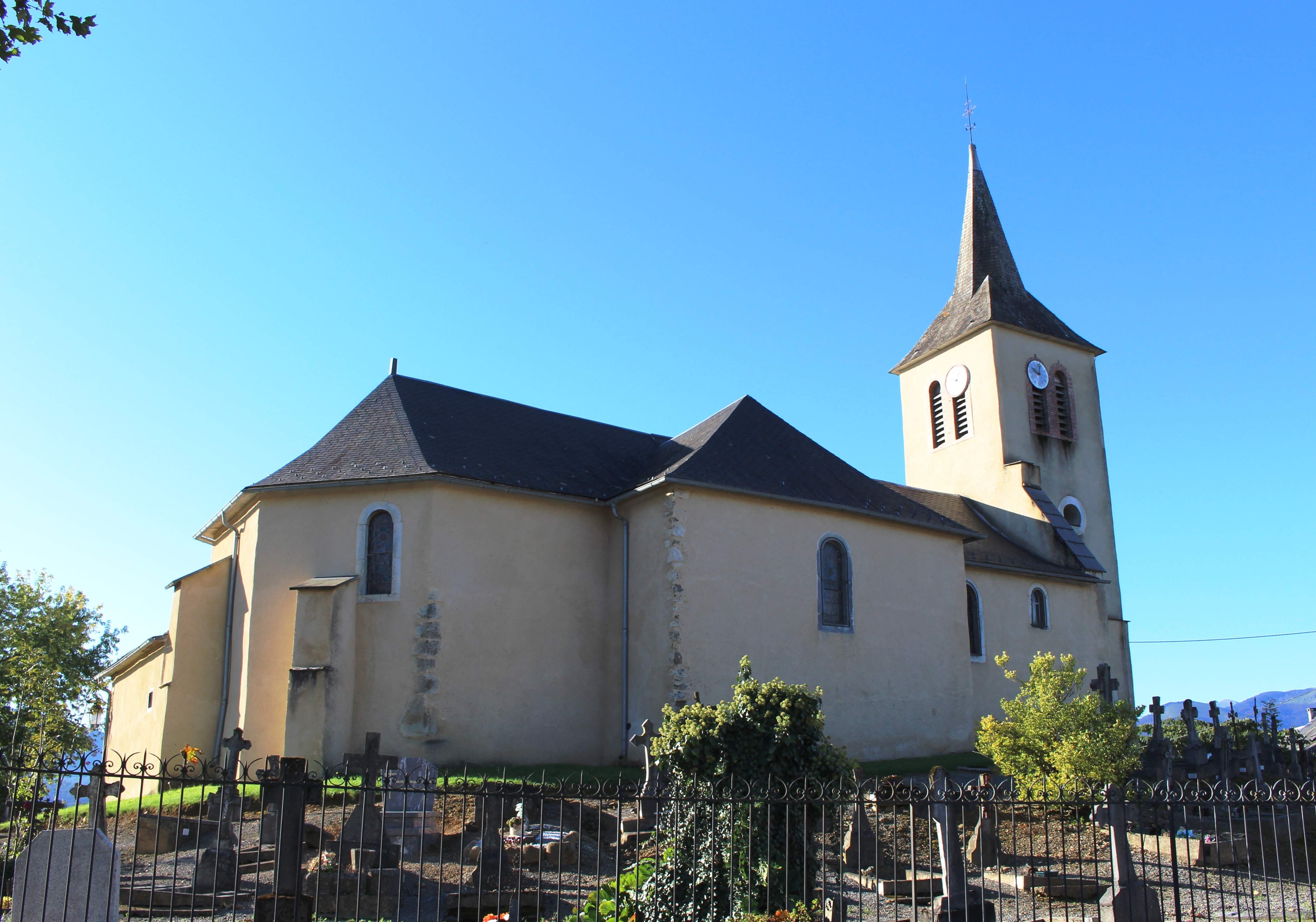
L'Église.

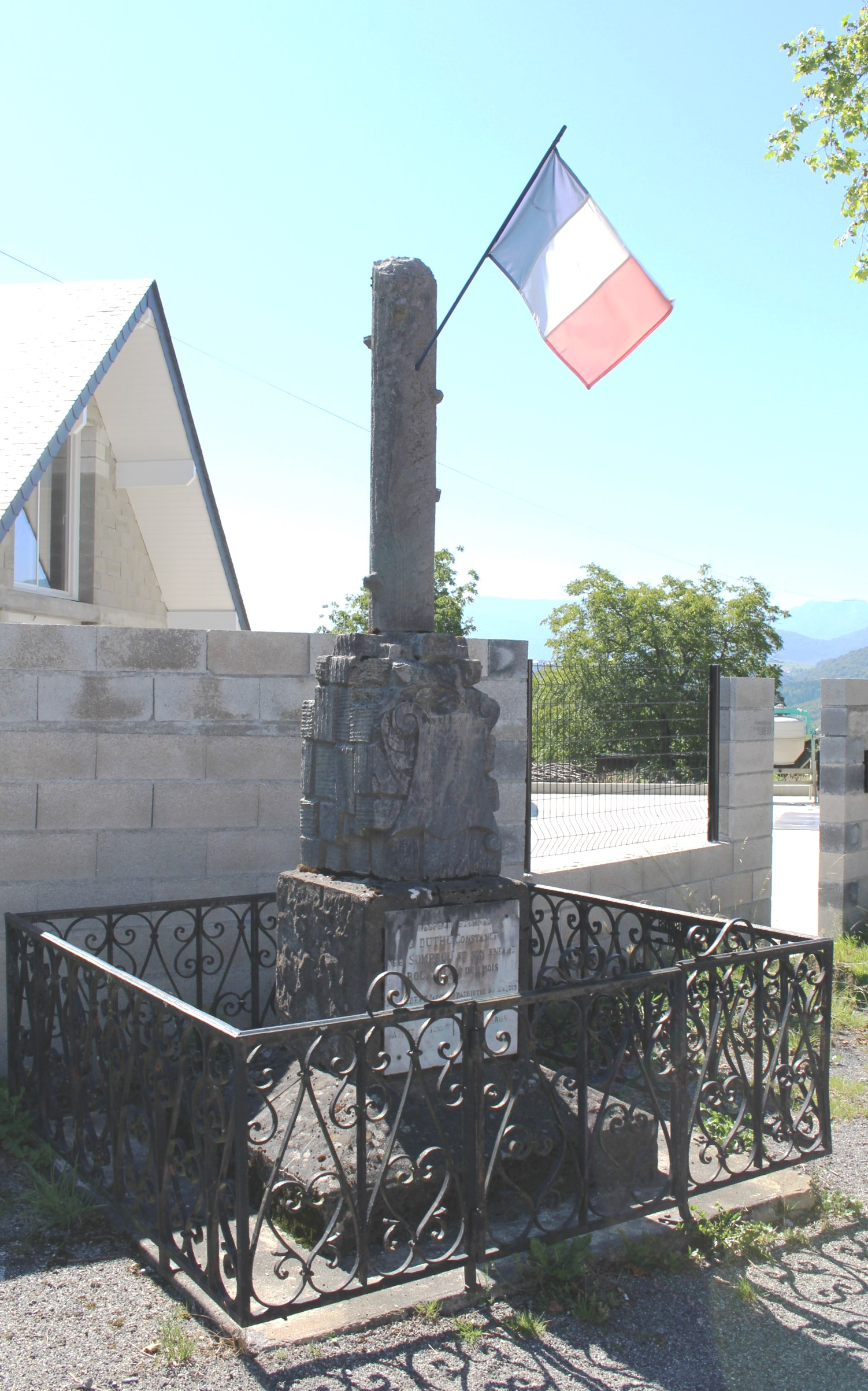
Le monument aux morts municipal.

- Tumulus de la Croix-La Botte, qui est inscrit au monument historique.
- Lavoirs.
- Moulin.

Sélection de vues des lavoirs  municipaux.
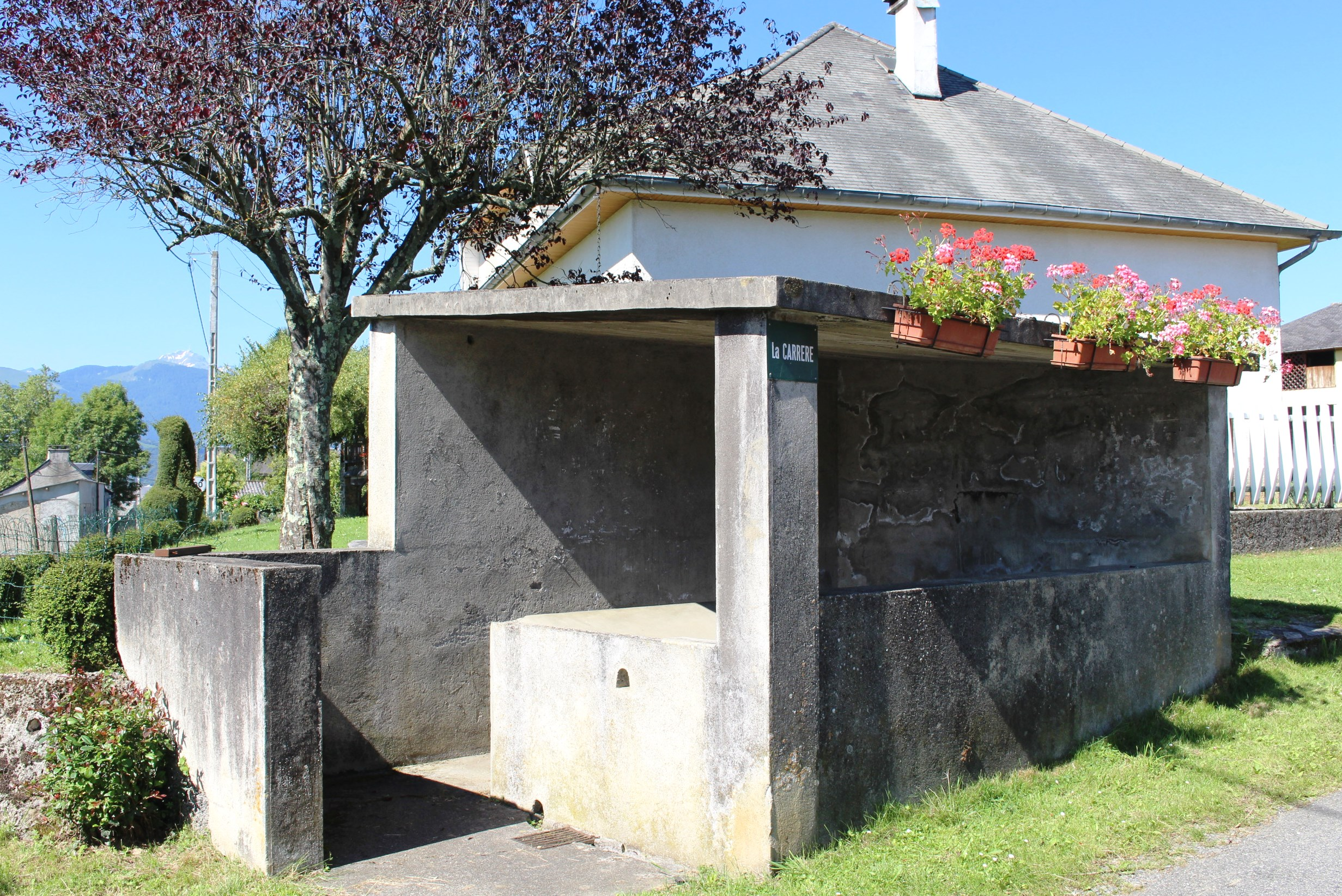
Lavoir de la mairie en 2014.
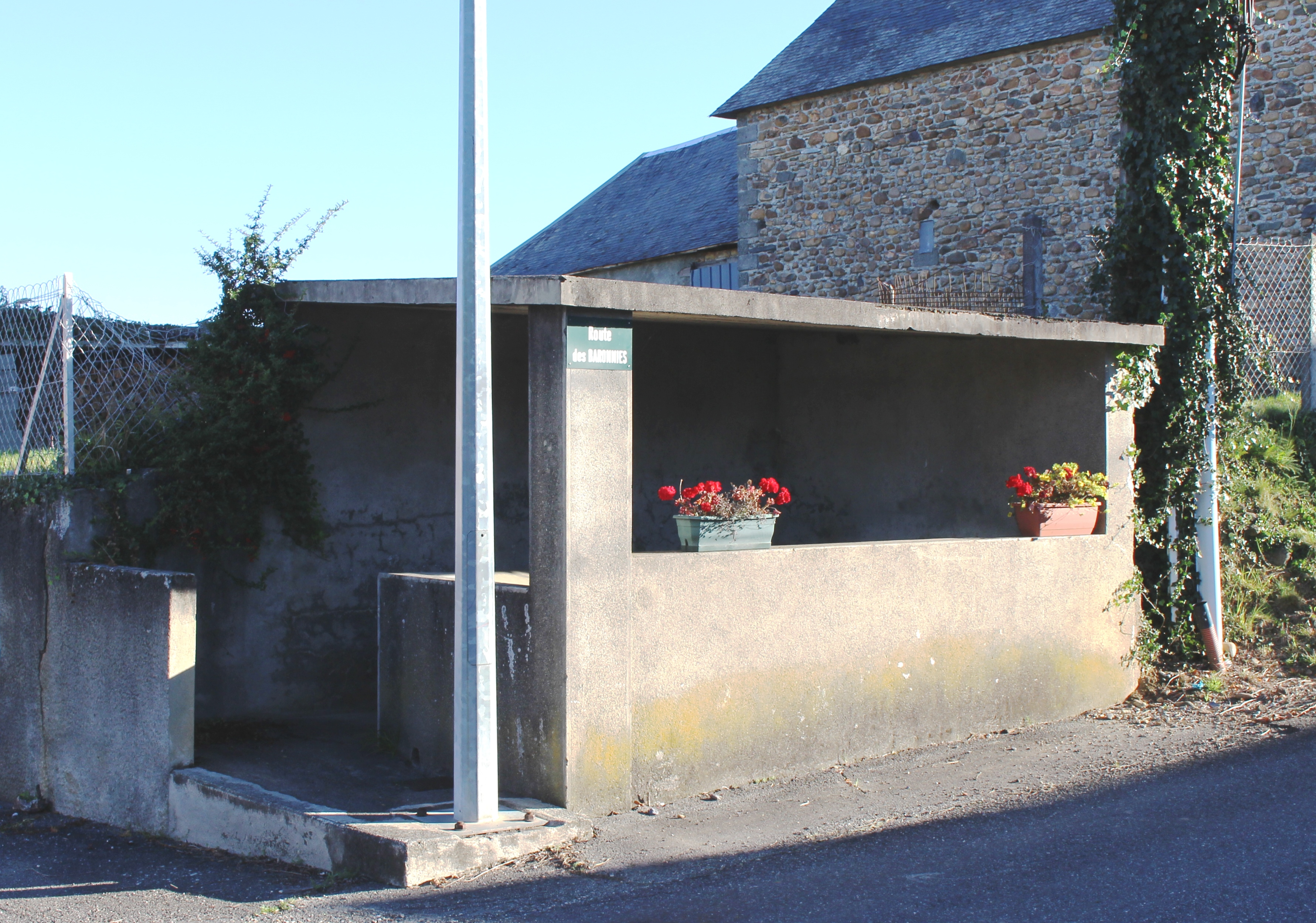
Lavoir du foyer rural en 2017.

### Héraldique
| Blason | Blasonnement : D'argent au mont de sinople sommé d'une tour de sable, au chef cousu d'or chargé d'une croix latine de gueules accostée de deux corneilles affrontées de sable. Commentaires : Blason vérifié auprès de la mairie. |